# Hildegard Wensch
Hildegard Wensch, geborene Hildegard Küthe, (* 21. November 1926 in Hagen; † 27. Mai 2004 in Kassel) war eine deutsche Schauspielerin und Kabarettistin.

## Leben
Während ihrer Schulzeit schloss sich Hildegard Wensch in ihrer Heimatstadt Hagen einer Laienspielgruppe an. Nach einer Aufführung des Deutschen Theaters Berlin nahm sie Schauspielunterricht. Anfang der 1950er Jahre wurde sie am Deutschen Theater Berlin engagiert. Bis zum Bau der Berliner Mauer blieb sie mit ihrem Mann Joachim Wensch im Osten Berlins, spielte weiter Theater und war bei Film und Fernsehen tätig. Danach wechselte sie in nach West-Deutschland. Dort spielte sie unter anderem am Berliner Kindertheater, machte bei dem Kabarett Die Wühlmäuse mit und war bis in die 1980er Jahre am Hamburger Schauspielhaus. Wensch war vor allem als Tante Appelboom durch die Kinderserie Neues aus Uhlenbusch bekannt.
Hildegard Wensch ruht auf dem kleinen Friedhof des Dorfes Landau im Landkreis Waldeck-Frankenberg, wo ihre Vorfahren lebten und wo sie einen alten Bauernhof erwarb, auf dem sie die letzten Jahre ihres Lebens verbrachte.

## Filmografie (Auswahl)
- 1956: Der Hauptmann von Köln
- 1958: Der junge Engländer
- 1969: O süße Geborgenheit
- 1972: Tatort: Rattennest
- 1974: Zündschnüre
- 1974: Output
- 1974: 1 Berlin-Harlem
- 1975: Familienglück
- 1976: Der Umsetzer
- 1976: Shirins Hochzeit
- 1976: Paule Pauländer
- 1976: Die Illusion der Möglichkeit
- 1977: Heinrich
- 1977–82: Neues aus Uhlenbusch
- 1977: Die drei Klumberger
- 1977: Tod oder Freiheit
- 1977: Tatort: Feuerzauber
- 1978: Die beiden Freundinnen
- 1978: Ein Mann will nach oben – Schinder
- 1980: Ich hatte einen Traum
- 1980: Groß und Klein
- 1980: Rückwärts
- 1981: Der Mond scheint auf Kylenamoe
- 1982: Das Beil von Wandsbek
- 1983–1990: Bettkantengeschichten (ZDF-Kinderserie)
- 1984: Flussfahrt mit Huhn
- 1987: Mrs. Harris fährt nach Moskau
- 1988: Zum Beispiel Otto Spalt
- 1988: Der Angriff
- 1989: Liebe, Tod und Eisenbahn
- 1990: Kleiner König Erich
- 1992: Der demokratische Terrorist
- 1992: Kinderspiele
- 1993: Freunde fürs Leben – Millionending
- 1995: Eine fast perfekte Liebe
- 1995: Ein Fall für zwei – Weißes Land
- 1996: Crash Kids
- 1996: Lukas (Fernsehserie, eine Folge)
- 1997: Die Feuerengel (zwei Folgen)
- 2001: Tatort: Kalte Wut
- 2002: Der kleine Mönch – Schatten der Vergangenheit

## Theater
- 1954: Gotthold Ephraim Lessing: Die alte Jungfer (Jungfer Ohldinn) – Regie: Fred Mahr (Deutsches Theater Berlin)
- 1956: Ludwig Holberg: Die pfiffige Magd (Haushälterin) – Regie: Wolfgang Thal (Deutsches Theater Berlin – Kammerspiele)
- 1959: Karl Friedrich/Werner Bernhardy: Zwischenfall im Varieté (Molly) – Regie: Gottfried Herrmann (Friedrichstadt-Palast Berlin)